# Ellie Chowns
Eleanor Elizabeth (Ellie) Chowns (ur. 7 marca 1975 w Chertsey) – brytyjska polityk, wykładowczyni akademicka i działaczka samorządowa, posłanka do Parlamentu Europejskiego IX kadencji, deputowana do Izby Gmin.

## Życiorys
Absolwentka geografii i ochrony środowiska na Uniwersytecie Sussex. Kształciła się też w zakresie zrównoważonego rozwoju na Middlesex University. W 2014 doktoryzowała się na University of Birmingham, specjalizując się w tematyce rozwoju międzynarodowego. Pracowała w organizacjach pozarządowych, w tym w Christian Aid i Quaker Peace and Social Witness. Została też wykładowczynią akademicką na Uniwersytecie w Birmingham.
Dołączyła do Partii Zielonych Anglii i Walii. W 2017 zasiadła w radzie hrabstwa Herefordshire. W wyborach w 2019 uzyskała mandat posłanki do Europarlamentu IX kadencji, który wykonywała do czasu zakończenia procedury brexitu w 2020. W 2024 została wybrana w skład Izby Gmin.